# Нупрейчик, Елена Геннадьевна
Еле́на Генна́дьевна Нупре́йчик — (род. 6 июля 1972, с. Багдарин, Баунтовский аймак, Бурятская АССР) — российский журналист, режиссёр, сценарист, выпускающий редактор телеканала Russian Travel Guide, преподаватель Академии телевидения «Кадр», телевизионный тренер. Живёт в Санкт-Петербурге.

## Биография
Детство прошло в таёжном геологическом посёлке Северный Баунтовского района Бурятской АССР. Родители: отец охотовед и художник, мать — геолог. Училась в средней школе посёлка Северный с 1979-го по 1989 год.
В 1994 году окончила филологический факультет Иркутского государственного университета по специальности «Журналист». Будучи студенткой некоторое время работала на ИНТА-радио, а на пятом курсе начала работу корреспондентом телекомпании «АС Байкал ТВ», где впоследствии стала главным редактором программы «Новости», автором и ведущей итоговой еженедельной программы «Поворот событий».
В 2000 году прошла обучение в Школе журналистики «Интерньюс» (курс датского журналиста Поля Хансена), в 2004 году обучалась мастерству спецрепортажа (курс продюсера Би-би-си Майкла Делахея).
В 2006 году стала лауреатом Всероссийского телевизионного конкурса ТЭФИ-Регион в номинации «Ведущий информационно-аналитической программы».
В 2007 году начала работать специальным корреспондентом в Дирекции информационно-аналитического вещания Пятого канала в Санкт-Петербурге.
В 2009 году стала работать сценаристом на российском познавательном телеканале Russian Travel Guide.
В 2010 году — сценарист цикла из восьми фильмов о Байкале.
Является сценаристом фильма «Вулканы Камчатки» телеканала Russian Travel Guide, получившего в 2011 году в Лондоне международную премию AIBs в номинации «Лучшая научная программа».
С 2012 года совмещала должности сценариста и режиссёра телеканала Russian Travel Guide. Вместе с Павлом Шереметом и Антоном Хрековым являлась ведущей семинара «Медиашкола» в Ханты-Мансийске.
В 2013 году — дипломант VII Международного фестиваля христианского кино «Невский Благовест» (документальный фильм «Смольный собор» — режиссёр, сценарист). С 2013 года работает преподавателем в Академии телевидения «Кадр» в Санкт-Петербурге
С 2015 года работает выпускающим редактором на телеканале Russian Travel Guide.
В 2016 году стала автором курса профессионального мастерства «Профессия-сценарист» в Академии телевидения «Кадр».
В 2017 году в качестве телевизионного тренера проводила семинар в Казмедиа, телеканал Хабар ТВ (г. Астана, Казахстан).
В 2018—2019 годах вела тренинги и мастер-классы на российских региональных телеканалах и медиафорумах: Иркутск, Саратов, Киров, Грозный, Ханты-Мансийск, Махачкала.
В 2021 году — автор и ведущая мастер-класса в Высшей школе режиссеров и сценаристов Санкт-Петербурга. В том же году провела цикл лекций на ЧГТРК «Грозный». В 2022 году — спикер фестиваля «Байкальская пресса» в Иркутске.
В 2023 году цикл документальных фильмов «Найти себя» стал финалистом II Национальной премии интернет-контента в номинации «Лучший документальный проект».
Как режиссёр и сценарист Е. Г. Нупрейчик на телеканале Russian Travel Guide создала около 100 документальных фильмов. Телевизионный тренер-консультант телеканалов: «ТНТ-Саратов» — Новости; «СТС-9 канал» — Новости, город Киров; ЧГТРК  «Грозный», Чеченская Республика. Её программы и репортажи выходили на телеканалах «СТС», «Культура», «Пятый канал», «Эврика HD», «Охотник и рыболов», «Москва 24». Снимала ТВ-проекты в Дании, Австрии, Франции, Египте, Коста-Рике, на Кипре и в Монако.

## Избранная фильмография
- 2016 — Цикл документальных фильмов «Идеальная лодка»[20]
- 2018 — Документальный фильм «Человек с Луны» (сценарий)[21]
- 2022 — Цикл документальных фильмов «Из России с любовью» для российского общества «Знание»[22][23][24][25][26]
- 2022—2023 — Цикл документальных фильмов «Известные люди Всеволожского района» для Всеволожского медиацентра В1[27][28][29][30][31]
- 2023 — Цикл фильмов «Экскурсии» для российского общества «Знание»[32][33][34][35][36]. Цикл фильмов «Россия XXI век» для российского общества «Знание»[37][38]
- 2023 — Цикл документальных фильмов о выпускниках детских домов «Найти себя» для Института развития интернета[39][40]. Цикл документальных фильмов «Наставники»[41]